# Episodi di The Secret Circle
La prima e unica stagione di The Secret Circle, composta da 22 episodi, è stata trasmessa sul canale statunitense The CW dal 15 settembre 2011 al 10 maggio 2012.
In Italia è stata trasmessa in prima visione assoluta dal 7 giugno al 1º novembre 2012 su Mya di Mediaset Premium e in chiaro dall'11 gennaio al 22 marzo 2014 su Italia 1.
| nº | Titolo originale | Titolo italiano       | Prima TV USA      | Prima TV Italia   |
| -- | ---------------- | --------------------- | ----------------- | ----------------- |
| 1  | Pilot            | Il dono               | 15 settembre 2011 | 7 giugno 2012     |
| 2  | Bound            | La scelta             | 22 settembre 2011 | 14 giugno 2012    |
| 3  | Loner            | Sola                  | 29 settembre 2011 | 21 giugno 2012    |
| 4  | Heather          | Il demone             | 6 ottobre 2011    | 28 giugno 2012    |
| 5  | Slither          | Serpenti              | 13 ottobre 2011   | 5 luglio 2012     |
| 6  | Wake             | La veglia             | 20 ottobre 2011   | 12 luglio 2012    |
| 7  | Masked           | Sotto la maschera     | 27 ottobre 2011   | 19 luglio 2012    |
| 8  | Beneath          | Sott'acqua            | 3 novembre 2011   | 26 luglio 2012    |
| 9  | Balcoin          | Scioccante scoperta   | 10 novembre 2011  | 2 agosto 2012     |
| 10 | Darkness         | Magia nera            | 5 gennaio 2012    | 9 agosto 2012     |
| 11 | Fire/Ice         | Fuoco e ghiaccio      | 12 gennaio 2012   | 16 agosto 2012    |
| 12 | Witness          | Il testimone          | 19 gennaio 2012   | 23 agosto 2012    |
| 13 | Medallion        | Il medaglione         | 2 febbraio 2012   | 30 agosto 2012    |
| 14 | Valentine        | San Valentino         | 9 febbraio 2012   | 6 settembre 2012  |
| 15 | Return           | Ritorno               | 16 febbraio 2012  | 13 settembre 2012 |
| 16 | Lucky            | Fortunata             | 15 marzo 2012     | 20 settembre 2012 |
| 17 | Curse            | La maledizione        | 22 marzo 2012     | 27 settembre 2012 |
| 18 | Sacrifice        | Sacrificio            | 29 marzo 2012     | 4 ottobre 2012    |
| 19 | Crystal          | Il cristallo          | 19 aprile 2012    | 11 ottobre 2012   |
| 20 | Traitor          | Il traditore          | 26 aprile 2012    | 18 ottobre 2012   |
| 21 | Prom             | Il ballo di fine anno | 3 maggio 2012     | 25 ottobre 2012   |
| 22 | Family           | Il cerchio perfetto   | 10 maggio 2012    | 1º novembre 2012  |

## Il dono
- Titolo originale: Pilot
- Diretto da: Liz Friedlander
- Scritto da: Andrew Miller

### Trama
In seguito ad un incendio che ha ucciso sua madre, Cassie Blake si trasferisce da Jane, sua nonna, in una piccola cittadina, Chance Harbour. Ricominciare una nuova vita è difficile così come fare nuove amicizie ma, grazie alla scuola, riesce a conoscere diversi ragazzi: Diana, Faye, Melissa, Adam e Nick, il suo vicino di casa. I ragazzi sembrano gentili con lei, così come la preside della scuola, Dawn Chamberlain, nonché madre di Faye. La giornata scolastica di Cassie trascorre tranquilla e dopo, seguendo il consiglio di Diana, si reca al bar Boathouse dove incontra il padre di Adam, Ethan, il quale le confessa di essere sempre stato innamorato di sua madre. Dopo uno strano incontro con Faye e Melissa, Cassie entra in macchina per andarsene ma, sotto il potere magico di Faye, la sua macchina prende a fuoco, e solo grazie all'aiuto di Adam Cassie riesce a salvarsi.
L'indomani, ancora turbata per quanto successo e per le strane visioni avute la notte, Cassie va in città per cercare sua nonna, intenta a parlare con Dawn per assicurarsi che il loro segreto sia rimasto tale. In città, Cassie incontra Charles, il padre di Diana e, poco dopo, è proprio la ragazza a raggiungere Cassie. Insieme, si dirigono a una casa nascosta nel bosco dove si trovano anche Melissa, Faye, Nick e Adam, che dicono alla ragazza di essere streghe, e che anche lei è una di loro. Sconvolta, spaventata e incredula, Cassie scappa nel bosco dove, grazie all'aiuto di Adam, riesce a compiere una magia e a credere di essere realmente una strega. Ancora più impaurita, la ragazza corre al locale del padre di Adam e cerca di parlare con lui, ma vengono interrotti dall'arrivo di Charles. L'uomo, infatti, poco dopo minaccia l'amico di non rivelare niente a Cassie. Fuori, Cassie incontra Diana, con la quale prova a sfogarsi, ma vengono interrotte da un brutto temporale scatenato da Faye. Diana corre dall'amica per fermarla, ma solo l'intervento di Cassie riesce a fermare il temporale; poi la giovane informa le ragazze che non vuole far parte del loro circolo. A casa, però, riceve la visita di Adam che la informa che, qualunque cosa lei decida, comunque non è come gli altri e non è sola. In camera, insonne, Cassie trova il libro di magia della madre e, inoltre, una lettera lasciatale dalla donna, che la mette in guardia da coloro che proveranno a portarle via i poteri.
Intanto, Dawn si incontra con Charles e i due convengono che Cassie farà quanto vogliono grazie all'aiuto, inconsapevole, del circolo.
- Guest star: Emily Holmes (Amelia Blake), Adam Harrington (Ethan Conant).
- Ascolti USA: telespettatori 3 050 000 - share 4%[2]

## La scelta
- Titolo originale: Bound
- Diretto da: Liz Friedlander
- Scritto da: Kevin Williamson & Andrew Miller

### Trama
In città arriva Henry, nonno di Faye nonché uno dei membri del cerchio che, anni prima, sigillò il potere di suo figlio e del suo circolo per impedirgli di usare ancora la magia. Insospettito da una telefonata ricevuta da Ethan, l'uomo scopre che Charles ha trovato un modo per riutilizzare la magia e, ignaro della complicità di questi con sua nuora Dawn, l'uomo acconsente alla proposta di aiuto della donna.
Intanto, Cassie ancora non accetta di essere una strega e, nonostante le continue prove del suo potere, non vuole sigillare il circolo, neanche dopo un incidente causato da Faye durante l'ora di chimica, e l'ennesima prova del suo potere mostratale da Adam. Intenta a svagarsi, Cassie decide di aiutare Sally, la rappresentante d'istituto, nell'organizzazione della Fiera del Mare e, nel vendere i biglietti, si ritrova nuovamente a parlare con Ethan di sua madre. Nel suo racconto di quello che provava per lei, Cassie riconosce i sentimenti che lei stessa prova per Adam.
La sera, durante la festa, Cassie viene nuovamente provocata da Faye, che vuole convincerla a scatenare insieme un'altra tempesta. Sally interviene per farle riappacificare e Faye, perdendo il controllo, finisce per ucciderla Sally spingendola giù dalla terrazza e sugli scogli. Sally viene salvata solo dall'intervento di Dawn che, per resuscitare la ragazza, si trova costretta a usare il cristallo della magia datole in custodia da Charles.
Finita la serata, dopo le minacce ricevute da Henry, Dawn decide di ucciderlo con il potere del cristallo.
Al locale del padre di Adam, intanto, Cassie, compreso il pericolo derivante dai loro poteri, decide di acconsentire alla richiesta di Diana e di sigillare il circolo. Adam chiarisce con Diana che tra lui e Cassie non c'è niente, poi si recano in spiaggia dove, raggiunti gli altri, chiudono il cerchio seguendo il rituale indicato nel Libro delle Ombre di Diana.
- Guest star: Adam Harrington (Ethan Conant), Logan Browling (Sally Matthews), Tom Butler (Henry Chamberlain).
- Altri interpreti: Chris Shields.
- Ascolti USA: telespettatori 2 120 000 - share 2%[3]

## Sola
- Titolo originale: Loner
- Diretto da: Colin Bucksey
- Scritto da: Richard Hatem

### Trama
Dopo aver chiuso il Circolo, Cassie decide di lasciar perdere la magia e continuare normalmente la sua vita, aiutando Sally con i preparativi per il ballo. Dopo aver accettato l'invito di Luke, un amico di Adam, Cassie viene avvicinata da un uomo che conosceva sua madre, Zachary Larson: questi capisce che anche lei è una strega e la aggredisce. Solo grazie all'intervento di Diana e della magia congiunta delle due ragazze, Zachary viene allontanato da Cassie. Spaventate, Cassie e Diana si riuniscono al resto del Circolo per parlare dell'accaduto e, insieme, convengono che da soli sono vulnerabili tanto quanto insieme siano potenti.
Faye, dal canto suo, vuole trovare un modo per usare la sua magia anche quando è da sola ma, quando anch'ella viene brutalmente aggredita da Zachary, capisce che deve unirsi agli altri, raggiungendoli così al ballo.
Preoccupati dalla presenza dell'uomo, anche Dawn e Charles si muovono per metterlo fuori gioco, ma Zachary riesce a mettere Charles k.o. e ad andare a scuola.
Durante il ballo, i sei ragazzi si riuniscono per parlare di Zachary ma, una volta separati, Cassie viene aggredita dall'uomo che, per distruggere il Circolo, vuole ucciderla. Diana e Adam, nel mentre, hanno scoperto che Heather, la ragazza di Zachary, rimase gravemente ferita nell'incendio che uccise ai loro genitori, e che l'uomo ha intenzione di eliminare uno di loro per impedire che succeda di nuovo una tragedia a causa della magia. Il Circolo unito riesce a salvare Cassie e a battere l'uomo che cade a terra svenuto. In quel momento sopraggiunge Dawn, e i ragazzi le raccontano una scusa per giustificare quello che è successo. Di Zachary poi se ne occupano Dawn e Charles che, dopo averlo marchiato in modo da riuscire sempre a rintracciarlo, lo minacciano di morte se non starà lontano dai ragazzi.
Finita la lunga serata, Nick e Melissa se ne vanno insieme, pronti a prendere più sul serio la loro relazione; Diana parla con Cassie delle sue paure riguardo alla sua storia con Adam, poiché l'ha visto molto vicino alla nuova strega, e Cassie la rassicura sul suo rapporto con il ragazzo, assicurandole che non si metterebbe mai tra di loro.
- Guest star: Logan Browning (Sally Matthews), Dave Baez (Zachary Larson), Zachary Abel (Luke).
- Altri interpreti: Jesse Haddock, Maple Batalia, Ed Ruttle.
- Ascolti USA: telespettatori 2 120 000 - share 2%[4]

## Il demone
- Titolo originale: Heather
- Diretto da: David Barrett
- Scritto da: David Ehrman

### Trama
Spinti dalla voglia di capire cosa sia successo nell'incendio che ha ucciso i loro parenti, Cassie e Adam si recano a casa di Heather, dove scoprono che la donna, dalla sera dell'incidente, è paralizzata. Osservando i polsi della donna, però, i ragazzi scoprono uno strano sigillo, visto anche nel Libro delle Ombre di Amelia. Così, aiutata da Adam, Cassie prepara la pozione per spezzare il sigillo fatto dalla madre e riportare alla realtà Heather. Scoperto il piano dei due, Diana si oppone perché non sanno cosa potrebbe succedere e, convincendo anche Adam, lascia Cassie da sola: questa, però, non demorde e trova in Faye un'amica e una complice. Arrivata la notte, le ragazze tornano a casa di Heather, ma l'incantesimo non funziona e le due tornano a casa sconsolate, ignare del fatto che, mentre loro se ne andavano, Heather si è svegliata.
Mentre Faye, a casa di Cassie, legge il Libro delle Ombre di Amelia, Diana e Adam scoprono che il sigillo apposto su Heather non era negativo, bensì venne fatto per proteggere la donna e tenere a freno il demone che l'aveva posseduta. Preoccupato per l'amica, Adam chiama Cassie che, però, non risponde. La ragazza ha, intanto, un faccia a faccia con Heather in cucina. La donna, ancora in sé, riesce a raccontare alla ragazza che i membri del Circolo di Amelia erano stati convocati al porto da qualcuno, che poi arrivarono i demoni. Improvvisamente il demone ha il sopravvento, e Heather colpisce duramente Cassie mandandola al tappeto. Faye, esasperata dallo squillo del cellulare, risponde ad Adam e va a chiamare Cassie in cucina, ritrovandosi davanti Heather. Impaurita, Faye prova a fuggire, inseguita dalla donna, e viene aiutata da Cassie che si è svegliata, e poi da Nick e Melissa, riuscendo a mettersi in salvo.
Fuggita dalla casa, Heather viene travolta da un'auto sotto gli occhi dei quattro ragazzi e del proprio fratello, arrivato a riprenderla.
Riunitisi tutti e sei, i ragazzi capiscono che c'è qualcosa di più grande di loro da cui devono guardarsi, poi ognuno torna a casa sua.
Mentre Cassie sta sistemando il disastro causato da Heather mentre inseguiva Faye, Adam va da lei e, nell'aiutarla a sistemare, le confessa di voler far parte del suo piano per scoprire cosa è successo davvero durante l'incendio.
Nick e Melissa, intanto, hanno capito di voler stare insieme e, mentre stanno dormendo, il serpente uscito dal corpo di Heather, il suo demone, che era entrato nella giacca di Nick, entra in Melissa attraverso l'orecchio.
- Guest star: Ben Cotton (Wade Barnes), Camille Sullivan (Heather Barnes).
- Altri interpreti: Karina Christianson, Simon C. Hussey.
- Ascolti USA: telespettatori 1 960 000 - share 2%[5]

## Serpenti
- Titolo originale: Slither
- Diretto da: Liz Friedlander
- Scritto da: Dana Baratta

### Trama
Posseduta dal demone, Melissa si comporta in modo strano, ha scatti d'ira e fitte di dolore alla testa. Ignaro del fatto, Nick accetta di seguire la ragazza nella foresta dove, secondo lei, si trova il suo Libro delle Ombre. Presa la valigia, i due giovani si recano alla casa nel bosco dove, poco dopo, li raggiungono anche Faye e Cassie: queste comprendono che la valigia non contiene il libro e che Melissa è posseduta, e chiamano Diana e Adam per aiutarli. Non sapendo esattamente cosa fare, i ragazzi iniziano a bloccare Melissa e poi decidono di fidarsi di Cassie, che pensa di sapere a chi chiedere una mano. Cassie torna a casa da sua nonna Jane che, preoccupata, corre subito in aiuto dei ragazzi. Melissa riesce così a riprendersi, ma il demone si impossessa di Nick, che fugge alla Boathouse, minacciando di uccidere il padre di Adam se non gli riporteranno la sua valigia, che però Cassie, Jane e Adam bruciano, uccidendo tutti i demoni che conteneva.
Dawn e Charles, nel frattempo, tentano un incantesimo, che non va a buon fine, per localizzare gli altri cristalli. La donna, poi, incontra Nick e scopre che in realtà è Adaddon, un demone da loro evocato tempo prima. Pronto a terminare il lavoro iniziato, cioè uccidere il Circolo, il demone esce dal locale con Dawn, intenzionato a prendere possesso del suo corpo; la donna, però, spaventata, riesce a chiamare Charles, che coglie di sorpresa Nick stendendolo. Non sapendo cosa fare, Dawn convince Charles che l'unico modo per liberare il ragazzo dalla possessione è affogarlo, così, a malincuore, l'uomo si trova costretto ad uccidere Nick per poi lasciarlo solo in spiaggia, dove viene trovato da Cassie e dalla nonna, giunte sul luogo dell'appuntamento. Scioccati, i ragazzi si informano l'un l'altro riguardo alla morte di Nick e, in lacrime, ognuno soffre a suo modo, mentre Charles, nonostante le parole di Dawn, non riesce a smettere di tormentarsi per quanto fatto.
- Guest star: nessuna.
- Altri interpreti: Edwin Perez.
- Ascolti USA: telespettatori 1 888 000 - share 2%[6]

## La veglia
- Titolo originale: Wake
- Diretto da: Guy Bee
- Scritto da: Andrea Newman

### Trama
In seguito alla morte di Nick, il circolo prova ad andare avanti organizzando una veglia in onore dell'amico. In città, intanto, è tornato Jake, fratello maggiore di Nick, che diventa fonte di disagio per Faye, innamorata di lui da sempre, e per Adam, il cui locale fu svaligiato qualche anno prima proprio dallo stesso Jake. Solo Cassie, che non conosce il suo passato, sembra provare simpatia per il ragazzo e, in seguito ad una chiacchierata con la nonna, che le spiega che Jake è destinato a sostituire Nick nel cerchio, cerca di convincere i suoi amici a farlo rimanere per poter mantenere l'equilibrio nel circolo.
Visti i problemi causati dalla scoperta della magia, Jane Blake si reca da Dawn per informarla di quanto sta accadendo ai ragazzi e la donna, fingendosi sua complice, le assicura che li proteggerà, riuscendo a mantenere la sua copertura e a mandare avanti il suo piano, nonostante Charles stia avendo un crollo a causa di quanto successo con Nick.
Prima della veglia, i ragazzi si riuniscono alla vecchia casa, dove vengono sorpresi da un incendio che lascia sul terreno il simbolo di una mezzaluna. Grazie all'aiuto di Jane, scoprono che si tratta di una minaccia. Cassie, preoccupata per l'accaduto, torna a casa, dove viene attaccata da una ragazza misteriosa, che non riesce però a ucciderla grazie all'intervento di Jake che, consapevole di essere una strega, usa i suoi poteri per fermarla e metterla in fuga. In pena per quanto accaduto alla nipote, Jane decide di dare il cristallo di famiglia a Cassie, imponendole però di non farne parola con nessuno.
Poco dopo, nonostante avesse negato ogni collegamento con la ragazza misteriosa, Jake si reca da lei, Simone, minacciandola e dicendole di non intromettersi nel suo piano: la ragazza è, infatti, una cacciatrice di streghe che ha seguito Jake per eliminare la presenza di ogni strega in città.
Durante la veglia, tra la disperazione di Melissa e Charles, i deliri di Faye e la preoccupazione di Cassie, Adam ha un brutto litigio con Jake, in seguito al quale esce dalla Boathouse e incontra Simone. Cassie li vede e li raggiunge temendo che Jake sia in pericolo, pertanto il ragazzo è costretto a uccidere Simone.
Diana, intanto, ha una conversazione con Ethan, il padre di Adam, il quale confessa alla ragazza che il figlio è destinato a stare con Cassie e che lei farebbe meglio a lasciarlo. In lacrime, Diana se ne va.
Al termine della veglia, Cassie parla nuovamente con Jake per convincerlo a rimanere in città e a mantenere il circolo così da poter fronteggiare gli attacchi di persone come Simone (che Jake le ha detto essere una strega impazzita), ignara del fatto che il giovane ne era complice. Così, mentre Cassie si trova a consolare Diana, che ha deciso di chiudere con Adam, Jake riceve la visita di altri cacciatori preoccupati per l'uccisione di Simone, ma il ragazzo li rassicura dicendo loro che, come promesso, libererà Chance Harbor dalle streghe.
- Guest star: Chris Zylka (Jake Armstrong), Adam Harrington (Ethan Conant), Luisa D'Oliveira (Simone), JR Bourne (Isaac).
- Ascolti USA: telespettatori 2 120 000 - share 2%[7]

## Sotto la maschera
- Titolo originale: Masked
- Diretto da: Charles Beeson
- Scritto da: Michelle Lovretta

### Trama
Per Halloween, Faye riesce a convincere Cassie ad organizzare una festa a casa sua, approfittando della partenza della nonna, diretta a casa di Henry Chamberlain per vedere come sta. Per comprare le decorazioni, Faye e Cassie si recano al negozio di Calvin Wilson, una strega che, riconoscendo Cassie, ha una strana reazione nei suoi confronti. Tornate a casa dopo aver invitato Luke alla festa, Cassie, aiutata da Diana, Faye e Melissa, comincia a preparare la casa quando trova un pezzo dell'arma che, poche sere prima, era stata usata contro di lei da Simone. Incuriosita dai simboli che vi sono incisi, Cassie si dirige verso il negozio di Calvin per chiedergli se sa decifrarli, ma, prima di andare, incontra Jake e lo informa della scoperta. Questi le blocca di nascosto l'auto con una magia e, arrivato prima da Calvin, minaccia di ucciderlo se parlerà, riuscendo così a non far scoprire niente a Cassie. La ragazza, però, nel negozio trova degli indizi che, grazie l'aiuto di Adam, la conducono alla verità: quell'arma non era di una strega, bensì di una setta di cacciatori di streghe.
Durante la festa, mentre Faye prova a distrarre Jake, Cassie si intrufola in casa sua dove, con sorpresa, trova un'arma con inciso il simbolo dei cacciatori. Scoperta dallo stesso Jake, Cassie ascolta le parole del ragazzo che, per difendersi, incolpa Nick dicendo che le armi erano sue.
Intanto, qualcuno è riuscito a prendere sia Diana sia Melissa e, mentre Cassie va con Faye a cercarle, riceve una chiamata di Calvin, che poco prima aveva parlato con il padre di Adam per invitarlo a raccontare alla ragazza la verità su John Blackwell, suo padre. La chiamata viene interrotta bruscamente perché l'uomo viene intercettato e ucciso da Jake, dopo avergli rivelato che Cassie può usare la magia nera.
Catturati tutti i ragazzi, proprio Luke si presta ad ucciderli quando, fuori dal capanno, Jake cerca di convincere il suo capo, Isaac, di fermare tutto perché Cassie ha dentro di sé della magia nera, troppo forte per essere sconfitta semplicemente uccidendola. In quell'istante, in preda al panico per l'imminente uccisione di Diana, Cassie urla e Luke prende fuoco, morendo. Isaac scappa e Jake decide di far finta di essere rimasto vittima anche lui dei cacciatori e, tornato a casa, prova a parlare con Cassie che, però, non si fida più completamente di lui.
Nello stesso momento, Adam prova a riparlare con Diana che, però, è decisa a non tornare con lui.
Intanto, nonna Blake è arrivata da Henry, che però giace a terra privo di vita. In preda al panico, la donna prende il cristallo del potere dell'uomo dal luogo in cui era nascosto ma, mentre sta tentando un incantesimo per farlo risvegliare, viene colpita alla testa da una persona che, tramortitala, le prende la pietra.
- Guest star: Chris Zylka (Jake Armstrong), Adam Harrington (Ethan Conant), Tom Butler (Henry Chamberlain), Zachary Abel (Luke), Hiro Kanagawa (Calvin Wilson), JR Bourne (Isaac).
- Altri interpreti: Richard Harmon (Ian), Steven Love, Kat De Lieva, Anthony Shim, Sideah Alladice.
- Ascolti USA: telespettatori 2 310 000 - share 2%[8]

## Sott'acqua
- Titolo originale: Beneath
- Diretto da: John Fawcett
- Scritto da: Don Whitehead & Holly Henderson

### Trama
Cassie è preoccupata per la nonna che, da quando è arrivata da Henry, non si è più fatta sentire. Convincendo anche il resto del gruppo, Cassie parte alla volta della casa dell'uomo a Pine Lake, cosa che però preoccupa Dawn, che teme che il gruppo possa scoprire il cadavere di Henry. La donna quindi, decide di chiamare Charles il quale la rassicura dicendole di aver nascosto il corpo di Henry e di avere con sé Jane, addormentata con dei sonniferi.
Arrivati alla casa del nonno di Faye, i ragazzi la trovano vuota ma, a differenza di tutti, Faye sente e vede delle strane cose che la fanno sembrare pazza agli occhi degli altri. Durante la serata, tra Faye, Cassie, Adam, Diana e Jake si crea una forte tensione che porta alla loro divisione: Faye scappa dalla casa ma, fermata dalla visione di una bambina, decide di seguirla; Adam segue Diana e, anche se hanno litigato, finiscono per fare l'amore; Cassie bacia Jake, poi, preoccupata per Faye, esce all'esterno, dove vede anche lei la bambina. Preoccupata, Cassie la segue arrivando da Faye: la ragazza, sconvolta, in lacrime racconta che quella bambina è lei, da piccola, quando suo nonno la salvò dall'annegamento. Le urla di Faye, che cerca di entrare nel lago per salvare l'altra se stessa, attirano l'attenzione anche di Jake, Diana e Adam.
A Chance Harbor, intanto, Charles mostra il cristallo di Henry a Dawn e insieme convengono di dover riuscire a vedere i ricordi di Jane, grazie al Libro delle Ombre che ha trovato Diana.
Al molo, intanto, mentre Adam e Jake cercano di calmare Faye, Cassie vede nuovamente la bambina e, seguendola, riesce a fare un incantesimo da sé e a trovare il corpo del nonno nell'acqua.
L'indomani, tornati a casa, Jake racconta tutto a Isaac il quale, ormai, ha deciso che il circolo deve morire.
Adam, convinto che ora le cose andranno meglio tra lui e Diana, è costretto dalla stessa ragazza a guardare in faccia la realtà: Diana, infatti, lo lascia definitivamente per proseguire ognuno per la sua strada.
Cassie torna a casa dove trova la nonna ad aspettarla. Questa nega di aver visto Henry, nonostante la sua sciarpa sia stata trovata dalla nipote in casa dell'uomo: Charles e Dawn, infatti, le hanno modificato i ricordi.
- Guest star: Chris Zylka (Jake Armstrong), Tom Butler (Henry Chamberlain), JR Bourne (Isaac).
- Altri interpreti: Taylor Dianne Robinson (Faye da bambina).
- Ascolti USA: telespettatori 2 260 000 - share 2%[9]

## Scioccante scoperta
- Titolo originale: Balcoin
- Diretto da: Brad Turner
- Scritto da: Andrew Miller & Andrea Newman

### Trama
Melissa, insieme a suo cugino Holden, aiuta la famiglia a preparare la festa in onore delle vittime del mare. Anche Diana, ora single e da sempre attratta da Holden, aiuta nei preparativi, lasciando intendere a Melissa di provare ancora qualcosa per suo cugino.
Intanto Cassie, grazie all'aiuto di Jake, scopre che nei documenti ricevuti da Calvin c'è un albero genealogico di suo padre, con alle radici i Balcoin. Jake, lasciando Cassie da sola, corre dai cacciatori di streghe per informarli su quanto scoperto: i Balcoin, infatti, sono la più potente stirpe di streghe aventi la magia nera.
Faye, disperata per la morte del nonno, cerca aiuto in Adam, confessando all'amico di non fidarsi di Jake e, durante la festa, i due cercano di scoprire cosa nasconda il ragazzo. Durante la serata, Jake riceve una chiamata e, ignaro di essere seguito da Adam, esce per incontrare Isaac il quale, dopo aver consultato il Consiglio, ha deciso di partire la sera stessa e portare Cassie con loro. Con l'inganno, Jake riesce a lasciare la festa con Cassie, mentre Adam informa le altre della vera identità di Jake: anche lui è un cacciatore. Così Adam, Faye, Melissa e Diana se ne vanno per trovare Cassie prima che sia troppo tardi. La ragazza, infatti, è in camera con Jake, il quale le sta raccontando la verità su suo padre e sulla magia nera, convincendola anche a seguirlo fuori città. Quando Cassie lascia la camera del ragazzo per andare a preparare le valigie, riceve un messaggio di Adam che la mette in guardia sulla vera identità di Jake. Corsa in casa sua per nascondersi, Cassie viene presa dagli altri cacciatori che, dopo aver steso Jake, scappano con la ragazza.
Poco dopo, Adam e Faye trovano Jake e, capendo che vuole realmente salvare Cassie, vanno con lui al molo dove, insieme a Diana e Melissa, riescono a salvare l'amica. Grazie all'intervento di Jake, infatti, Cassie riesce a fuggire.
Alla festa, intanto, Charles si rende conto che i ricordi di Jane sono molto confusi, e scopre, altresì, che in passato Dawn provava qualcosa per John Blackwell.
Al molo tutto sembra essere andato per il meglio: Cassie è salva e Jake, nonostante la sua buona azione, sta andando via con i cacciatori, ai quali cerca di far capire che la giovane non è cattiva e che il cerchio non è pericoloso. Isaac, però, informa il ragazzo di non esserne sicuro e che, nel cerchio, Cassie non è l'unica discendente di Blackwell.
- Guest star: Chris Zylka (Jake Armstrong), Arlen Escarpeta (Holden), JR Bourne (Isaac).
- Ascolti USA: telespettatori 2 170 000 - share 2%[10]

## Magia nera
- Titolo originale: Darkness
- Diretto da: Chris Grismer
- Scritto da: David Ehrman

### Trama
Scossa ancora da quanto successo al molo, Cassie cerca di scoprire di più sulla sua parte oscura e si confida con Adam, il quale però, viene scoperto da Diana. Preoccupata per il potere incontrollato dell'amica, per aiutarla la invita a casa sua dove, intanto, è arrivata anche sua nonna Kate.
Faye, intanto, convince Melissa a cercare di riprendersi un potere autonomo, e così si recano a casa di un ragazzo che pratica il vudù, Lee LaBeque. Una volta arrivate, Faye si sottopone a un incantesimo che, però, non le porta altro potere. Su tutte le furie, torna da Lee, da sola in quanto Melissa non vuole partecipare ai piani dell'amica, e qui, dopo una conversazione con il ragazzo, che sa che lei è una strega, decide di accettare un patto con lui.
Intanto, Dawn propone a Charles di uccidere sua madre per liberarsene definitivamente ed evitare che scopra che praticano di nuovo la magia, ma l'uomo reagisce malamente.
Cassie, dopo aver provato invano a contattare Jake, è sempre più preoccupata per il suo lato oscuro e, quando scopre che la nonna di Diana ha capito che possiede la magia nera, accetta di seguirla per farsela togliere dal corpo e non essere più un pericolo per gli altri. Arrivate nel bosco, Cassie si presta all'incantesimo, quando, però, la donna la imprigiona in una cassa per ucciderla.
Nel mentre, Diana capisce il piano della nonna e corre da Adam per andare a salvare l'amica ma, una volta arrivati nel bosco, i due trovano Cassie libera: la ragazza ha infatti usato il suo potere oscuro per rompere la bara.
Rientrata a casa, Kate ha un faccia a faccia con Charles, e gli spiega che ha agito così perché Cassie è troppo pericolosa, per poi andarsene.
Cassie, sconvolta per quanto accaduto, confessa a Diana di aver avuto paura, ma che tutto quel potere le ha provocato una sensazione piacevole. Spaventata, Diana si chiede allora quanto sia potente l'amica mentre quest'ultima, non essendo in grado di rispondere, è sempre più confusa, ignorando il fatto che fuori dalla finestra Jake la sta osservando.
- Guest star: Chris Zylka (Jake Armstrong), Grey Damon (Lee LaBeque), Stepfanie Kramer (Kate Meade).
- Ascolti USA: telespettatori 2 050 000 - share 2%[11]

## Fuoco e ghiaccio
- Titolo originale: Fire/Ice
- Diretto da: Joshua Butler
- Scritto da: Holly Henderson & Don Whitehead

### Trama
Diana cerca di ridare un po' di tranquillità a Cassie coinvolgendola nei preparativi per il ballo "Fuoco/ghiaccio" da lei organizzato ma, nel provare a fare un semplice incantesimo, le due finiscono per dare fuoco al vestito di Diana. Preoccupata per il suo potere, Cassie vorrebbe qualche risposta e, accompagnata da Adam, cerca qualche notizia sul padre e, con stupore del ragazzo, scopre che la casa abbandonata, il loro nascondiglio, altro non è che la casa di John Blackwell. Rimasta sola nello scantinato, Cassie trova un simbolo sul muro e, mostratolo a Diana e Melissa, scopre che si trova anche sul suo libro delle Ombre con una parte mancante, rubata da Faye. La ragazza, infatti, è tornata nuovamente da Lee per ottenere del potere personale, portando con sé una pagina rubata dal Libro di Cassie recante un incantesimo che potrebbe esserle utile. Lee spiega a Faye che può trasferirle i poteri di Cassie purché siano nello stesso luogo, così la giovane strega accetta di andare al ballo per rubarle la magia nera con la scusa di restituirle la pagina mancante.
Intanto, Adam cerca di capire quanto siano forti i suoi sentimenti per Cassie, ma la ragazza, troppo amica di Diana, lo tiene a distanza. Al ballo, Adam riesce a parlare con Diana chiedendole di chiarire a Cassie che loro due non stanno più insieme, ferendo la giovane. Cassie prova a parlare con il padre di Adam per scoprire qualcosa in più su suo padre, ma invano. Faye, intanto, è con Lee a fare l'incantesimo per ottenere il potere togliendolo a Cassie ma, quando l'incantesimo viene completato, questo si ripercuote su Melissa, che perde i sensi in bagno, su Diana, che crolla in mezzo alla pista, e su Adam. Faye, nel mentre, utilizza la magia appena acquisita per divertirsi e appicca per sbaglio fuoco nella palestra dove si tiene il ballo. Preoccupata per la salute dei suoi amici, Faye rompe l'incantesimo e tutti si mettono in salvo dal fuoco. I ragazzi, però, si rendono conto che Melissa non è uscita e Cassie, sfruttando il suo potere, riesce a trovarla ma, una volta in bagno, sviene anche lei per il fumo. Prima di svenire, però, riesce a vedere qualcuno che corre in loro aiuto. Una volta fuori, tutto il cerchio si rivolta contro Faye che, stanca delle loro accuse, se ne va tornando da Lee.
Diana e Melissa tornano a casa, e Diana confessa all'amica di cominciare ad aver paura di Cassie.
Questa, intanto, è tornata alla vecchia casa dove sta cercando il modo di liberarsi dei poteri oscuri. In quel momento, però, arriva Adam che cerca di farla ragionare e i due finiscono per baciarsi. In quell'istante, Jake entra nello scantinato.
- Guest star: Chris Zylka (Jake Armstrong), Grey Damon (Lee LaBeque), Adam Harrington (Ethan Conant).
- Altri interpreti: Kerry James, Kaaren De Zilva, Lana Lonergan.
- Ascolti USA: telespettatori 1 930 000 - share 2%[12]

## Il testimone
- Titolo originale: Witness
- Diretto da: Eagle Egilsson
- Scritto da: Dana Baratta

### Trama
Jake avverte Cassie che i cacciatori di streghe la stanno cercando per ucciderla a causa della sua magia nera, e che hanno elaborato un incantesimo fatto apposta per eliminare le streghe come lei. Questa magia venne utilizzata anche su suo padre, John Blackwell, e Jake rivela a Cassie che lui, anche se molto piccolo, era presente il giorno dell'incendio, ma i suoi ricordi sono bloccati. I due, nonostante l'opinione contraria di Adam, decidono di tentare un incantesimo per permettere a Cassie di entrare nella memoria di Jake e tornare a sedici anni prima, quando tutto iniziò, per vedere di che tipo di magia si tratta.
L'incantesimo funziona, e Cassie e Jake rivivono il giorno dell'incendio. I due vedono i genitori di Jake e li seguono, ma qualcosa non va e Jake si risveglia, mentre Cassie rimane nella sua memoria per scoprire cosa sia realmente successo. Così, mentre da fuori Jake, Adam e Diana danno sostegno all'amica unendo i loro poteri, Cassie è sola nella mente di Jake. Qui vede con chiarezza che Ethan, il padre di Adam, era presente quando i genitori di Jake furono uccisi. Vede anche che i cacciatori di streghe sterminarono tutti e provarono ad uccidere suo padre che, però, riuscì a fuggire. Cassie torna alla realtà dove racconta tutto agli altri, compresa la presenza di Ethan quel giorno, cosa che turba molto Adam. Poi Cassie torna sul luogo dell'incendio, dove trova il medaglione che il padre aveva lasciato cadere nel difendersi dai cacciatori di streghe.
Nel frattempo, Faye è tornata da Lee e conosce Callum, vecchia conoscenza del ragazzo, che mostra un lato di Lee sconosciuto a Faye: Lee era infatti uno spacciatore, che ha smesso quando la sua ex-ragazza morì a causa della droga che lui le passava, lo "spirito del diavolo". Senza che Lee lo veda, Callum ne consegna una bustina a Faye.
Charles non vuole consegnare il cristallo di Henry a Dawn, così la donna racconta ad Ethan che l'uomo ha usato la magia per farle del male. Ethan, così, lo chiama da lui e, dopo avergli preso il cristallo, lo minaccia a sua volta. Dawn pensa di aver recuperato il cristallo ma, in realtà, Ethan lo tiene per sé.
Cassie convince Jake ad accompagnarla al cimitero per riesumare la bara di suo padre e controllare se contiene il suo cadavere, ma, all'apertura del feretro, trovano al suo interno lo scheletro di un cane.
- Guest star: Chris Zylka (Jake Armstrong), Adam Harrington (Ethan Conant), Grey Damon (Lee LaBeque), Sammi Rotibi (Eben), Michael Graziadei (Callum).
- Altri interpreti: Cindy Busby, Marcus Rosner, Nina Kiri.
- Ascolti USA: telespettatori 1 630 000 - share 2%[13]

## Il medaglione
- Titolo originale: Medallion
- Diretto da: Liz Friedlander
- Scritto da: Andrew Miller & Andrea Newman

### Trama
Cassie riceve la visita di Lucy Gibbons, una sensitiva amica dei suoi genitori, che la mette in guardia riguardo all'arrivo dei cacciatori. Nonostante le parole di Adam, Cassie continua ad esercitarsi con Jake per utilizzare il medaglione per proteggere il circolo, ma la sua potenza è troppa e così torna da Lucy in cerca di aiuto: la donna che il medaglione deve prima essere riattivato dal cerchio riunito. La sera, durante la festa di compleanno di Adam, Cassie scopre che il ragazzo le ha preso il medaglione perché lo ritiene troppo pericoloso; inizialmente arrabbiata, si rende poi conto che Adam ha sempre avuto ragione su tutto, compresi i suoi presentimenti su Jake, che, pur essendo una strega, ha ucciso altre streghe mentre era con i cacciatori. Finita la festa, tutto il circolo si trova d'accordo con Cassie per riattivare il medaglione, e così si dirigono nel bosco, luogo dell'appuntamento con Lucy.
Dawn, intanto, si è accorta della presenza di Lucy in città grazie ad un marchio che le fece anni prima e la minaccia: se non l'aiuterà a trovare i cristalli, la ucciderà. Lucy, però, la pugnala uccidendola, mostrando così la sua vera natura: non vuole aiutare le streghe, bensì eliminarle in quanto alleata dei cacciatori di streghe. Charles, intanto, è riuscito a riprendere il cristallo da Ethan e riporta in vita Dawn.
Arrivata nel bosco, Lucy comincia il suo incantesimo per liberare il potere del medaglione ma, improvvisamente, i ragazzi capiscono che qualcosa che non va: l'oggetto sta, infatti, risucchiando tutti i loro poteri. Cassie ricorda l'incantesimo pronunciato dal padre per sfuggire ai cacciatori e lo utilizza per cacciare Lucy. Spaventata, la donna corre dal suo mandante, Eben, che, dopo averla uccisa, decide di andare personalmente da Cassie.
Al termine della serata, Melissa chiama Callum, presentatole da Faye, per ricevere da lui un'altra dose di droga. Cassie invece, dopo aver definitivamente allontanato Jake, che si consola con Faye, torna da sola alla casa del padre dove riesce nuovamente ad attivare il medaglione.
- Guest star: Chris Zylka (Jake Armstrong), Adam Harrington (Ethan Conant), Lauren Stamile (Lucy), Sammi Rotibi (Eben), Michael Graziadei (Callum).
- Ascolti USA: telespettatori 1 740 000 - share 2%[14]

## San Valentino
- Titolo originale: Valentine
- Diretto da: Dave Barrett
- Scritto da: Roger Grant

### Trama
Dopo aver passato la notte con Jake, Faye arriva a scuola, dove coinvolge Melissa, Diana e Cassie in una festa anti-San Valentino. Cassie intanto, dopo aver dovuto rifiutare un invito da parte di Adam a causa degli impegni serali con le amiche, si reca alla casa abbandonata per provare a mettersi in contatto con suo padre tramite il medaglione. Qui vede nell'ombra una persona incappucciata che, poco dopo, sparisce. Avendo notato un simbolo sulla sua tunica, con il sostegno di Adam, Cassie chiede aiuto a Jake, che la informa che quel simbolo appartiene alla Congrega Nidaros, un gruppo di streghe morte anni prima.
Jake, intanto, è stato nuovamente contattato da Isaac, il quale vorrebbe il medaglione di Cassie per proteggere tutti loro: infatti, Isaac informa Jake che la Congrega Nidaros fu sterminata dal padre della ragazza e che, se continuerà ad avere con sé il medaglione, Cassie attirerà la furia di tutte le streghe uccise da John Blackwell.
Durante la festa a casa di Faye, Melissa e Diana fanno uso dello "spirito del diavolo", mentre Faye è con Lee a sistemare un oggetto vudù che il ragazzo le ha regalato per acquisire nuovamente il potere. Quando anche Cassie arriva a casa di Faye e racconta loro quanto successo alla casa abbandonata, le ragazze provano ad interrogare la tavola ouija per capire chi sia il fantasma, ma la tavola comunica loro soltanto la parola "Sacro". La festa continua, ma Cassie non si diverte e, ricevuto un messaggio di Adam, preferisce andare da lui quando. Mentre guida, il medaglione, controllato dalle streghe, le si stringe al collo facendola finire fuori strada. Uscita dall'auto, Cassie vede in lontananza la sagoma della strega e la segue, fino ad arrivare alla chiesa del Sacro Cuore.
Jake, intanto, si presenta a casa di Faye per parlare con Cassie delle sue scoperte, ma non trovandola va da Adam che, messo al corrente della situazione, corre a cercare Cassie. Trovata la sua auto, i due corrono alla chiesa dove Cassie, nel mentre, è stata accerchiata dagli spiriti delle streghe. Adam prova allora ad avvicinarsi per salvare la ragazza, ma viene posseduto dalle streghe che minacciano di ucciderlo se non avranno indietro il medaglione. Dopo aver allontanato Jake, Cassie decide di scegliere la vita di Adam e di dare loro il medaglione ma, nel momento in cui Adam si avvicina, la ragazza rompe il medaglione liberando l'amico.
A casa da Faye, Melissa si sente male a causa della droga presa ma, grazie alle amiche, riesce a riprendersi.
Jake porta ad Isaac il restante pezzo del medaglione, così come erano d'accordo.
Lee porta la stessa bambola data a Faye e un fazzoletto imbevuto del sangue della giovane strega a una ragazza in coma.
Adam e Cassie arrivano sulla barca dove il ragazzo aveva preparato tutto per una cena romantica e, dopo aver parlato di quanto successo, i due si baciano. Sul pontile, intanto, un uomo con il simbolo del medaglione impresso sul palmo della mano osserva il mare.
- Guest star: Grey Damon (Lee LaBeque), JR Bourne (Isaac).
- Altri interpreti: Callum Gunn.
- Ascolti USA: telespettatori 1 820 000 - share 2%[15]

## Ritorno
- Titolo originale: Return
- Diretto da: Brad Turner
- Scritto da: David Ehrman

### Trama
Cassie decide di lasciare la casa di Diana e tornare a vivere nella propria. Qui, però, trova Jake: il ragazzo ha infatti sentito dei rumori provenire da casa dell'amica. Insieme, i due scoprono che i cacciatori di streghe sono entrati in casa di Cassie che, dopo aver mandato via Jake, riceve un'altra visita: quella del padre. A causa dell'arrivo di Adam, John se ne va dando appuntamento alla figlia per un'ora dopo. Cassie, non riuscendo ad avere segreti con il ragazzo, gli confessa tutto ed Adam, pur non fidandosi dell'uomo, decide di stare vicino a Cassie. La giovane si reca all'appuntamento e, dopo aver parlato con il padre, si rende conto che Adam aveva ragione: l'uomo è tornato solo per avere indietro il medaglione. Arrabbiata, Cassie se ne va, ma, una volta entrata in macchina, Eben la rapisce. Portata al molo priva di sensi per eseguire il rituale che la ucciderà, arriva Jake, insospettito dall'assenza della ragazza, per proporre a Eben uno scambio: John Blackwell al posto di Cassie.
John è intanto andato da Adam a cercare sua figlia ma, dopo una discussione con Ethan, se ne va, accogliendo di buon grado l'aiuto di Jake per trovarla. Adam, vedendo tutta la scena, si preoccupa e chiama Diana per chiederle aiuto.
Melissa è intanto andata ad una festa di Callum dove, preoccupati, si recano anche Diana, Faye e Lee. Melissa, ignara del pericolo che corre a stare con Callum, accetta di fare un gioco con dei totem e, poco dopo, di seguire il ragazzo in una camera: grazie proprio ai totem, Callum ha infatti capito che Melissa è una strega e vuole i suoi poteri. La ragazza riesce a fuggire e, insieme a Diana e Faye, ad andarsene, dopo aver prontamente avvertito l'amica riguardo alla vera funzione del totem che Lee ha dato a Faye.
Dopo aver drogato Cassie, Eben si reca all'appuntamento per lo scambio ma, una volta di fronte a John e Jake, decide di lasciare libera Cassie e di prendere Jake con sé al posto di John. Proprio mentre Eben sta per uccidere il ragazzo, Adam, Diana, Faye e Melissa arrivano e riescono a infilzare Eben a un albero, salvando Jake. Poco dopo, però, si rendono conto che Eben è sparito.
Cassie torna indietro con suo padre, quando, contro la sua volontà, il suo corpo comincia a muoversi da solo tentando di uccidere John: Eben, infatti, le ha fatto un incantesimo. Cassie tenta invano di combattere la magia per salvare suo padre, e solo l'arrivo di Adam e degli altri le impedisce di fargli del male. Poi Adam, Faye, Diana e Melissa vanno alla vecchia casa, dove si chiedono se abbiano fatto la cosa giusta salvando John, considerata la sua malvagità.
Tornati a casa, John informa la figlia del fatto che rimarrà in città fino a quando non scoprirà come Eben abbia potuto stregarla; poco dopo, trova in Jake un alleato per proteggere Cassie, mentre quest'ultima si confida con Adam. Faye torna a casa dove, in camera sua, trova Lee il quale, dopo averle spiegato che il totem non serve per rubarle potere, la bacia. Nello stesso istante, l'ex ragazza di Lee, Eva, si sveglia.
- Guest star: Adam Harrington (Ethan Conant), Joe Lando (John Blackwell), Grey Damon (Lee LaBeque), Sammi Rotibi (Eben), Alexia Fast (Eva), Michael Graziadei (Callum).
- Ascolti USA: telespettatori 1 710 000 - share 2%[16]

## Fortunata
- Titolo originale: Lucky
- Diretto da: Brad Turner
- Scritto da: David Ehrman

### Trama
Cassie decide di dare fiducia a suo padre, che la mette in guardia riguardo alla magia nera. Riuniti tutti al bar dove lavora Cassie, i ragazzi capiscono che forse John è l'unico che, in un modo o nell'altro, potrebbe aiutarli a capire come Eben abbia avuto dei poteri. Poco dopo, Cassie va alla vecchia casa abbandonata dove trova suo padre intento a cercare qualcosa. Raccontando tutto ad Adam, il ragazzo la porta a casa di Jake per mostrarle una cosa che lui e Nick avevano trovato proprio dove stava guardando suo padre: un medaglione in grado di togliere i poteri ad una strega. Portato l'oggetto da suo padre, Cassie scopre che l'uomo lo vuole per scoprire chi li tradì il giorno dell'incendio: Cassie pensa ad Ethan, motivo per il quale litiga con Adam. Non sapendo cosa fare, Cassie decide di parlare e confidarsi con Jake il quale però, riporta tutto a John.
Diana e Melissa, intanto, preparano una festa per la raccolta fondi della scuola e, durante i preparativi, Diana conosce un ragazzo, Grant: questi si presenta alla festa per fare la sua donazione e per passare la serata con lei, e alla fine, prima di andarsene da Chance Harbor, riceve un bacio da Diana. Faye decide di invitare Lee alla festa ma, andando a casa sua, lo trova insieme ad Eva. Faye è arrabbiata con lui, ma il ragazzo si presenta alla festa e, baciandola, le spiega che Eva è tornata da lui dopo essersi disintossicata dalla droga pensando che tra loro non fosse cambiato niente. Eva poco dopo si presenta ma, vedendo Lee con Faye, capisce la situazione e se ne va.
Cassie incontra Adam il quale, capendo di aver esagerato, le chiede scusa. La loro conversazione viene però interrotta da Dawn la quale, dopo aver incontrato John, informa la ragazza della presenza del padre, che sta cercando Ethan. Preoccupata, Cassie esce in cerca del padre, quando vede qualcuno che lo pugnala: guidata dalla rabbia, Cassie lo insegue e, grazie alla magia, lo ferma scoprendo che si tratta proprio di Ethan. Solo grazie l'intervento di John, Cassie si ferma e non uccide l'uomo. Tornati a casa, Cassie confessa al padre che la magia nera la stava controllando e, in risposta, John le dice che non dovrà usare la magia per un po' per evitare che questa abbia il sopravvento su di lei.
Lee torna a casa, dove Eva lo sta aspettando: su tutte le furie, la ragazza non riesce a credere che tra loro sia finita e, mostrando al ragazzo i suoi nuovi poteri, lo uccide.
John si reca da Ethan per parlarci e informarlo che è al corrente del fatto che, anni prima, fu lui a tradire il circolo, ma lo rassicura dicendogli che non dirà niente ai ragazzi, così come lui non dovrà dire a nessuno che ha visto cosa Cassie è in grado di fare. Ethan rivela a John che a volerlo morto era anche Amelia, che voleva stare con lui poiché il loro destino insieme era scritto nelle stelle, come quello di Cassie e Adam. John capisce che Amelia non aveva raccontato tutto ad Ethan, e così gli racconta la verità: le stirpi Blake e Conant unite portano con sé una maledizione.
In quello stesso momento, Cassie ha chiamato Adam per raccontargli tutto e il ragazzo, stanco di compromettere il loro rapporto per i problemi dei loro genitori, dice a Cassie di amarla e i due finiscono per fare l'amore. Fuori, dei corvi cominciano a volare intorno alla casa.
- Guest star: Joe Lando (John Blackwell), Grey Damon (Lee LaBeque), Alexia Fast (Eva), Tim Phillipps (Grant), Adam Harrington (Ethan Conant).
- Ascolti USA: telespettatori 1 620 000 - share 2%[17]

## La maledizione
- Titolo originale: Curse
- Diretto da: John Fawcett
- Scritto da: Don Whitehead & Holly Henderson

### Trama
Cassie e Adam si risvegliano felici dopo la notte passata insieme ma, usciti di casa, trovano ad aspettarli John, circondato da corvi morti, che li informa che il destino dei Blake e dei Conant è legato da una maledizione. Cassie si reca con John da sua nonna, la quale conferma la presenza della maledizione, alla quale conseguirà la morte di uno dei membri del circolo. Preoccupati per i loro amici, Cassie e Adam lo raccontano a Faye, Melissa e Diana, che non credono loro. Cassie poi scopre che la maledizione ha colpito Jake.
Insieme a John, Jake, Cassie e Adam si recano al negozio di Calvin Wilson per cercare delle erbe con cui realizzare un elisir che spezzi la maledizione, e che Amelia aveva individuato. Jake comincia ad avere delle allucinazioni ma, nonostante ciò, decide di seguire Adam e Cassie nel bosco alla ricerca di una radice rara. Nella foresta le sue condizioni peggiorano e, in preda ad un'allucinazione, il ragazzo confessa di aver ucciso Calvin e cerca di uccidere Adam scambiandolo per l'uomo, ma l'intervento di Cassie lo blocca. Trovata la radice, i tre si recano alla vecchia casa dove John, con l'aiuto di Diana e Melissa, ha iniziato a preparare la pozione. Completatala, Cassie viene informata che l'elisir non è per Jake, bensì per lei e per Adam e, come conseguenza, i due ricorderanno il loro amore ma non si ameranno più. Dopo un iniziale turbamento, i due la bevono comunque e Jake guarisce, sentendosi poi molto in colpa per aver costretto i due a separarsi.
Faye, intanto, non crede alla storia di Eva secondo cui Lee è scappato e, prima accompagnata da Diana e Melissa, poi da sola, torna a casa del ragazzo dove scopre che Eva ha i suoi poteri. Parlando con lei, Faye scopre che, non controllando la magia, la ragazza ha ucciso Lee, e ora vuole resuscitarlo con la magia insieme a Faye. Quest'ultima, però, con un inganno riesce a spezzare il totem che dava i poteri ad Eva, facendola tornare in sé.
Nel mentre, Dawn e Charles si recano da Jane per scoprire cosa John volesse da lei.
Al termine della giornata, Adam e Cassie si ritrovano dopo aver preso la pozione per valutarne gli effetti. Adam non ama più la ragazza, mentre su Cassie l'elisir non ha avuto effetto, anche se la giovane strega finge il contrario. John cerca di rincuorare la figlia disperata, lasciandola poi sola. Uscito di casa, mentre Charles di nascosto è tornato da Jane, John incontra Dawn alla quale, messo alle strette, confessa di avere ancora parte dei suoi poteri e di aver inventato la storia della maledizione per dividere Cassie da Adam ed evitare che, come anni prima successe tra Ethan e Amelia, il circolo rischi di dividersi mettendo in pericolo tutti i membri, visto il ritorno dei cacciatori che, ora, usano anche la magia.
- Guest star: Joe Lando (John Blackwell), Alexia Fast (Eva), Hiro Kanagawa (Calvin Wilson).
- Ascolti USA: telespettatori 1 720 000 - share 2%[18]

## Sacrificio
- Titolo originale: Sacrifice
- Diretto da: Nick Copus
- Scritto da: David Ehrman

### Trama
Cassie nota dalla finestra di camera sua che Jake sta litigando con qualcuno e corre ad aiutarlo: si trova così davanti Samuel, un vecchio amico di Jake che è appena scappato da Eben. Samuel chiede di vedere John Blackwell per informarlo del piano di Eben: evocare i demoni come anni prima aveva voluto fare lui. Cassie chiede spiegazioni al padre, il quale le racconta che aveva provato ad evocare i demoni per proteggere il Circolo ma, viste le conseguenze, non aveva compiuto il sacrificio finale per terminare la magia. Preoccupati per il piano di Eben, John chiede a Cassie e Jake di riunire il Circolo.
Adam, Faye e Melissa, chiamati dagli amici, corrono alla vecchia casa abbandonata. Diana, invece, è con Grant al loro secondo appuntamento e, per questo, non risponde al telefono. Quando, però, scopre che il ragazzo le ha mentito fingendosi proverò, Diana si rifugia al bar dove, trovata da Cassie, decide di seguirla.
Riuniti tutti alla vecchia casa, non vedendo John i ragazzi capiscono che l'uomo si è recato sul posto dove precedentemente aveva evocato i demoni da solo, per proteggerli. John è infatti andato soltanto con Samuel che, rinchiuso in un cerchio magico, tenta di combattere il demone che lo possiede quando, improvvisamente, John viene messo k.o. da Eben. Intanto, i ragazzi arrivano e Jake cerca di aiutare Samuel, rompendo per sbaglio il cerchio e permettendogli di uscire: così, mentre le sei streghe tentano invano di combattere Samuel, John si trova costretto a lasciare che Eben termini il rituale e venga posseduto da tutti i demoni per correre in aiuto del Circolo, mostrando loro di avere ancora i suoi poteri.
I ragazzi e John tornano alla vecchia casa, dove l'uomo dice al gruppo che ora devono combattere i cacciatori servendosi dei cristalli delle loro famiglie, e pertanto devono trovarli. Tornata a casa, Diana trova ad aspettarla Grant che, dopo aver spiegato il motivo delle sue bugie, riesce ad ottenere una seconda chance. John intanto, è tornato sul luogo dello scontro dove, dopo aver scavato, riesuma un corpo: quello che aveva usato per ultimare il suo rituale per evocare i demoni.
- Guest star: Joe Lando (John Blackwell), Tim Phillipps (Grant), Brett Dier (Kyle), Chad Rook (Samuel), Sammi Rotibi (Eben).
- Altri interpreti: Sarah Dugdale, Lane Edwards.
- Ascolti USA: telespettatori 1 330 000 - share 2%[19]

## Il cristallo
- Titolo originale: Crystal
- Diretto da: Omar Madha
- Scritto da: Micah Schraft

### Trama
Come richiesto da John, i ragazzi cominciano a cercare i cristalli e Faye, durante le ricerche, trova il diario di sua madre nel quale legge che la donna ha avuto una storia proprio con John, in un periodo concomitante al suo concepimento. Tenendo per sé il segreto, Faye si reca con Jake e Cassie dal nonno di Jake. Qui, i tre trovano strani fogli attaccati ai muri e, una volta arrivato il nonno, sono costretti a mostrargli la loro magia per difendersi dal suo attacco. L'uomo, dopo aver riconosciuto Jake, e messo al corrente della morte di Nick, informa i ragazzi che, ormai, sono segnati e che il circolo li ucciderà tutti. Toccati dalle parole del nonno, i tre rimangono ancora più stupiti quando, parlando anche con Jake, scoprono che nel circolo oltre a Cassie c'è un altro Blackwell, notizia che convince ancora di più Faye della sua parentela con la ragazza. Dopo aver scoperto dove si nasconda il cristallo, i ragazzi vedono Callum, che li aveva seguiti, scappare con la mappa. Cassie, però, aveva fotografato tutto e riesce ad inviare la foto ad Adam per mandarlo lì prima di Callum.
Adam, intanto, è con Melissa e Diana a cercare il cristallo di Melissa. Diana lascia i due ragazzi per passare un pomeriggio con Grant, bruscamente interrotto, però, dai suoi amici che, nella casa della nonna di Melissa, hanno trovato moltissimi cristalli. Dopo aver trovato quello che gli serviva, Adam e Melissa corrono alla cava per anticipare le mosse di Callum. I ragazzi riescono a prendere il cristallo ma, uscendo, vengono bloccati da Callum che riesce a prendere il cristallo. Fuori, Faye cerca invano di attivare la sua magia nera, e viene salvata all'ultimo momento da Diana. Recuperato il cristallo, Adam e Jake marchiano Callum, così da allontanarlo una volta per tutte da Chance Harbor.
Faye parla con John, il quale le confessa di non essere suo padre e che la storia che sua madre ha scritto non si è mai realizzata se non nella sua testa.
A casa di Cassie è intanto tornata la nonna che, d'accordo con Charles, vuole uccidere John. Riuscendo a bloccarlo, la donna però ha un ripensamento quando scopre che non è stato John ad uccidere Amelia. Charles, invece, fermamente intenzionato a volerlo uccidere, procede con il sortilegio, finendo però per uccidere Jane. John, liberatosi, non uccide Charles perché ancora gli serve.
Cassie si reca da Diana, la quale la informa di voler lasciare per un po' il circolo dopo aver risolto la situazione dei cacciatori, per dedicarsi alla sua vita e stare con Grant. Diana confessa a Cassie di non essere riuscita ad entrare nella cava per aiutare Adam e Melissa: Cassie, che si è trovata nella medesima situazione perché la cava era protetta da un incantesimo contro i possessori di magia nera, capisce che Diana è una Blackwell e le dice che lei è sua sorella.
- Guest star: Joe Lando (John Blackwell), Tim Phillipps (Grant), John De Lancie (Royce Armstrong), Michael Graziadei (Callum).
- Ascolti USA: telespettatori 1 140 000 - share 1%[20]

## Il traditore
- Titolo originale: Traitor
- Diretto da: Eagle Egilsson
- Scritto da: Roger Grant, Katie Wech

### Trama
Diana è ancora incredula riguardo al suo legame di parentela con Cassie e così, dopo la veglia in onore di Jane, decide di parlare con suo padre che, pur non sapendolo, conferma i sospetti della figlia: Diana è figlia di John Blackwell.
A casa, intanto, Cassie si nasconde in camera per sfuggire agli sguardi degli invitati. Preoccupato, Adam la raggiunge per consolarla ma, tra le lacrime, Cassie lo bacia, confondendo i sentimenti del ragazzo. Faye e Jake, dopo aver rubato le pasticche dalla borsa di Dawn per sballarsi, scappano a casa del ragazzo, dove scoprono che il flacone nasconde uno dei due cristalli mancanti. Riuniti a casa di Blackwell, i ragazzi cercano di individuare il cristallo di Adam che, insieme a Melissa, più tardi scoprirà essere protetto da un incantesimo.
Charles, intanto, stanco della presenza di John, lo chiama per parlare e informarlo che presto partirà con Diana per tenerla lontana da lui. Dopo una dura lite, John decide di andare da Dawn, la quale decide di aiutarlo e, arrivata da Charles, prova a dissuaderlo dall'idea di partire.
Alla casa abbandonata, intanto, Faye, Diana, Jake e Cassie assistono alla scomparsa del cristallo recuperato da Faye: capendo che dietro c'è Eben, Jake cerca di contattare Isaac che, però, è stato ucciso da Eben per essersi ribellato. Non sapendo come recuperare il cristallo, i quattro chiedono aiuto alla mappa che indica loro un vecchio parco giochi. Mentre i quattro si recano al parco giochi, Adam e Melissa, tornati nella casa, rivelano a John di aver scoperto dove si trovi l'ultimo cristallo.
Arrivati sul posto, Faye, Diana, Cassie e Jake si dividono: Faye va con Jake e, dopo aver trovato i corpi degli altri cacciatori, trovano anche il nascondiglio del traditore e le foto della famiglia di Jake. Diana e Cassie, insieme, provano a chiarire i sentimenti che provano ora l'una per l'altra e, durante la discussione, vedono in lontananza il traditore, che scappa. Solo grazie alla magia di Cassie riescono a fermarlo e a riprendere il cristallo, per scoprire poi che il traditore altri non è che Nick. Attonite, lo lasciano fuggire.
- Guest star: Joe Lando (John Blackwell), Richard Harmon (Ian), Louis Hunter (Nick Armstrong).
- Altri interpreti: Matt McInnis, Mark Ghanime.
- Ascolti USA: telespettatori 1 150 000 - share 1%[21]

## Il ballo di fine anno
- Titolo originale: Prom
- Diretto da: Alex Zakrzewski
- Scritto da: Holly Henderson, Don Whitehead

### Trama
Diana e Cassie informano il resto del gruppo e John di aver visto Nick. Melissa è subito speranzosa di ritrovare il ragazzo, ma Jake non è della stessa opinione e insiste che il fratello è morto.
Non perdendo di vista l'obiettivo, John mostra a Cassie come trovare il cristallo nascosto dal nonno di Adam. Fidandosi del padre nonostante il parere contrario di Diana, Cassie va a scuola dove, grazie alla potenza della sua magia unita ad un simbolo scritto con il suo sangue, ha una visione di sua madre adolescente con il cristallo. Cassie chiede aiuto a Diana per amplificare la visione: inizialmente contraria, la ragazza alla fine decide di aiutare l'amica. L'indomani, durante il ballo, il piano del circolo entra in azione. Con Adam e Melissa di guardia alla porta, Diana e Cassie entrano in connessione tra loro e riescono a tornare indietro nel tempo.
Le ragazze assistono ad un diverbio tra Amelia ed Elizabeth, la madre di Diana. Amelia, infatti, capendo le vere intenzioni di John, mise in guardia Elizabeth la quale però, non volle seguire il suo consiglio e non lasciò la città. Di conseguenza, Amelia, decise di riconsegnare il cristallo al nonno di Adam, informandolo che, dopo aver manipolato tutto il circolo, John aveva fatto sì che tutte le donne rimanessero incinte insieme per costruire un suo circolo personale. Tornate nel presente, le ragazze sono sconvolte e, su tutte le furie, Diana se ne va incolpando di tutto sia Cassie sia sua madre, che si sono fidate di John.
Cassie, insieme ad Adam e Melissa, corre a prendere il cristallo per nasconderlo da suo padre ma, nei corridoi, si aggira Nick che riesce a rubare l'oggetto.
A casa Meade, intanto, Charles ha delle allucinazioni provocate da John che gli fanno rivivere la morte di Amelia e che lo portano alla pazzia. L'uomo, infatti, quando vede sua figlia, non può fare a meno di raccontarle la verità e Diana, sconvolta, scappa di casa, trovando conforto tra le braccia di Grant, tornato in città per vederla.
Cassie, Adam, Melissa, Faye e Jake inseguono Nick e arrivano ad un vecchio sfasciacarrozze. Qui, i ragazzi vedono Nick trattare con Eben per il cristallo. Cassie decide di intervenire con la sua magia e riesce a togliere il cristallo dalle mani di Nick, venendo però poi colpita a sua volta da Eben. In quel momento, arriva sul posto anche John che, mentre Adam salva Cassie e Jake e Melissa uccidono definitivamente Nick, riesce a mettere in fuga Eben. Raggiunti i ragazzi, John informa loro di avere ora tutti i cristalli, ma che Faye è scomparsa con Eben.
- Guest star: Joe Lando (John Blackwell), Tim Phillipps (Grant), Andrea Brooks (Amelia Blake), Elise Gatien (Elizabeth), Chad Willet (James Conant), Sammi Rotibi (Eben).
- Altri interpreti: Levi Meaden, Jase-Anthony Griffith.
- Ascolti USA: telespettatori 1 230 000 - share 2%[22]

## Il cerchio perfetto
- Titolo originale: Family
- Diretto da: Dave Barrett
- Scritto da: Andrew Miller, Andrea Newman

### Trama
Spinto dalla voglia di salvare Faye, il Circolo pianifica due strategie: Diana e Cassie si incontreranno con John per completare il teschio ed evitare così di dare uno dei cristalli ad Eben, mentre gli altri aspetteranno l'arrivo delle amiche fuori dalla barca in cui morirono i loro genitori, per poi entrare a salvare Faye. Così, mentre Jake, Melissa e Adam sono in attesa alla barca, Cassie e Diana incontrano loro padre. Nonostante abbiano saputo che l'unione dei cristalli comporta la rottura del circolo, le ragazze, pur di salvare Faye, accettano il compromesso. Cassie, supportata poi da Diana, cerca di tenere per sé il teschio per evitare che John lo prenda con sé, ma l'uomo, capendo il piano delle figlie, usa la sua magia per fermarle. In quell'istante, Jake, Adam, Melissa e Faye percepiscono che qualcosa non va e, scoperto di riavere i propri poteri, decidono di dividersi: Jake e Melissa entrano per salvare Faye che, liberatasi, ha chiamato Dawn per chiedere aiuto; Adam invece, preoccupato, decide di raggiungere Cassie e Diana.
Dopo aver sentito sua figlia, Dawn, a casa con Charles, capisce che deve far qualcosa, e così, telefonano alla madre di Charles. Arrivata da loro, Kate informa i due che i loro poteri sono ormai distrutti e, per aiutarli, decide di dare loro il suo potere.
Cassie e Diana si risvegliano nella casa abbandonata, dove John le tiene bloccate in un cerchio con la cenere. Le ragazze, non sapendo cosa fare, ascoltano il piano del padre: questi le informa che, grazie al teschio, ucciderà tutte le streghe per lasciare in vita solo le streghe pure, cioè quelle discendenti dai Balcoin, e che presto arriveranno in città gli altri suoi quattro figli per formare con loro due un nuovo cerchio perfetto.
Sulla barca, intanto, Jake e Melissa trovano Faye, ma vengono fermati da Eben che, imprigionandoli, si prepara a dar loro fuoco. In quel momento però, arrivano Dawn e Charles: la donna riesce a spegnere l'incendio e a portare via Faye e Melissa, mentre Charles toglie i demoni da Eben prendendoli in sé e, raggiunto poi da Jake, che uccide il cacciatore, fugge. Fuori dalla nave, Dawn vede cosa Charles ha fatto per loro e, subito dopo, lei, Melissa, Faye e Jake cominciano a bruciare internamente: l'incantesimo di John sta avendo effetto.
Alla casa, infatti, John sta portando a termine il suo piano, ma Cassie riesce ad attivare la magia nera di Diana e a liberarsi dalla prigione astratta creata da John. Insieme, le due riescono ad uccidere John e a salvare Adam e tutte le altre streghe.
I sei ragazzi si riuniscono a casa di Cassie la quale, dispiaciuta per quanto successo, vorrebbe chiudere nuovamente il circolo, ma non tutti sono d'accordo e così, per il momento, rinunciano.
Charles, dopo aver preso in sé i demoni di Eben, si reca dalla madre, la quale non può far altro che fare un incantesimo per renderlo inerme. Jake si rende conto di provare qualcosa per Faye; questa, invece, decide di festeggiare con Melissa il potere ritrovato. Jake trova un ciondolo e un biglietto da parte di suo nonno, che lo mette in guardia dalle imminenti lotte tra le streghe. Diana, non volendo avere niente a che fare con la magia nera, decide di lasciare la città insieme a Grant. Adam, incaricato di distruggere il teschio, si fa invece affascinare dal potere che emana.
Intanto, i quattro Balcoin osservano Chance Harbor dalla cima di una collina.
- Guest star: Joe Lando (John Blackwell), Tim Phillipps (Grant), Sammi Rotibi (Eben), Jared Keeso (cacciatore di streghe), Stepfanie Kramer (Kate Meade).
- Ascolti USA: telespettatori 1 280 000 - share 2%[23]